# Resolutie 1174 Veiligheidsraad Verenigde Naties
Resolutie 1174 van de Veiligheidsraad van de Verenigde Naties werd unaniem door de VN-Veiligheidsraad aangenomen op 15 juni 1998.

## Achtergrond
In 1980 overleed de Joegoslavische leider Tito, die decennialang de bindende kracht was geweest tussen de zes deelstaten van het land. Na zijn dood kende het nationalisme een sterke opmars, en in 1991 verklaarden verschillende deelstaten zich onafhankelijk. Zo ook Bosnië en Herzegovina, waar in 1992 een burgeroorlog ontstond tussen de Bosniakken, Kroaten en Serviërs. Deze oorlog, waarbij etnische zuiveringen plaatsvonden, ging door tot in 1995 vrede werd gesloten. Hierop werd de NAVO-operatie IFOR gestuurd die de uitvoering ervan moest afdwingen. Die werd in 1996 vervangen door SFOR, die op zijn beurt in 2004 werd vervangen door de Europese operatie EUFOR Althea.

## Inhoud

### Waarnemingen
Kroatië en Servië en Montenegro speelden een belangrijke rol in het vredesproces van Bosnië en Herzegovina. De terugkeer van vluchtelingen was cruciaal voor een blijvende vrede.

### Handelingen

#### I
De Veiligheidsraad hamerde op de naleving van het vredesakkoord en samenwerking met het Joegoslavië-tribunaal. Ook hadden de partijen ermee ingestemd dat de aanwezige multinationale macht desnoods geweld mocht gebruiken om naleving van Annex 1-A van het vredesakkoord af te dwingen.

#### II
De Veiligheidsraad autoriseerde de lidstaten om de multinationale Stabilisatiemacht nog twaalf maanden langer voort te zetten. Daarbij mochten ze alle nodige maatregelen nemen om de uitvoering van het vredesakkoord en de naleving van Annex 1-A ervan te verzekeren en
zichzelf verdedigen tegen aanvallen of dreigingen.

#### III
De Veiligheidsraad verlengde ook het mandaat van de UNMIBH-missie tot 21 juni 1999. Bij die missie hoorde ook de politiemacht IPTF, en de lidstaten werden gevraagd de opleidingen, materiaal en steun die deze gaf aan de lokale politie in Bosnië en Herzegovina op te drijven.

## Verwante resoluties
- Resolutie 1166 Veiligheidsraad Verenigde Naties
- Resolutie 1168 Veiligheidsraad Verenigde Naties
- Resolutie 1183 Veiligheidsraad Verenigde Naties
- Resolutie 1184 Veiligheidsraad Verenigde Naties

Lijst ·  1147 ·  1148 ·  1149 ·  1150 ·  1151 ·  1152 ·  1153 ·  1154 ·  1155 ·  1156 ·  1157 ·  1158 ·  1159 ·  1160 ·  1161 ·  1162 ·  1163 ·  1164 ·  1165 ·  1166 ·  1167 ·  1168 ·  1169 ·  1170 ·  1171 ·  1172 ·  1173 ·  1174 ·  1175 ·  1176 ·  1177 ·  1178 ·  1179 ·  1180 ·  1181 ·  1182 ·  1183 ·  1184 ·  1185 ·  1186 ·  1187 ·  1188 ·  1189 ·  1190 ·  1191 ·  1192 ·  1193 ·  1194 ·  1195 ·  1196 ·  1197 ·  1198 ·  1199 ·  1200 ·  1201 ·  1202 ·  1203 ·  1204 ·  1205 ·  1206 ·  1207 ·  1208 ·  1209 ·  1210 ·  1211 ·  1212 ·  1213 ·  1214 ·  1215 ·  1216 ·  1217 ·  1218 ·  1219